# Pseudis paradoxa
O sapo-paradoxal ou rã-paradoxal é um anfíbio que ocorre nos estados brasileiros do Amapá, Roraima e Maranhão, e nos países vizinhos Suriname e Trindade e Tobago.
Ela recebe esse nome por ter uma característica peculiar. Seu girino mede até 27 centímetros de comprimento, sendo o maior girino do mundo. Porém, ao passar pela metamorfose, o indivíduo diminui de tamanho, e o adulto mede pouco mais do que 4 cm.
Pesquisas indicam que uma substância secretada por essa rã, chamada pseudin-2, pode ajudar a combater a diabetes tipo II.